# Joe Greene
Joseph Tilford Lee (Joe) Greene  (ur. 17 lutego 1967 w bazie Wright-Patterson Air Force Base niedaleko Dayton, w stanie Ohio) – amerykański lekkoatleta, specjalizujący się w skoku w dal.
Zdobył dwa brązowe medale olimpijskie w Barcelonie w 1992 i w Atlancie w 1996. Do jego osiągnięć należą również dwa medale Halowych Mistrzostw Świata: srebrny (1993) i brązowy (1997). W 1997 został mistrzem USA na otwartym stadionie, a 1995 w hali. Swój rekord życiowy (8,48 m) ustanowił 14 maja 1995 w São Paulo. 
Jego byłą żoną jest niemiecka skoczkini w dal Susen Tiedtke.